# Andreas Lommel
Andreas Lommel (19. července 1912 Mnichov – 9. ledna 2005) byl německý etnolog. Od roku 1957 byl ředitelem Staatliches Museum für Völkerkunde (Státního národopisného muzea) v Mnichově. Jeho odborný zájem se soustřeďoval hlavně na umění pravěku a původních obyvatel Austrálie.

## Život
Lommel vystudoval v roce 1937 Forschungsinstitut für Kulturmorphologie v Mnichově, kde byl žákem Leo Frobenia. Škola se dnes jmenuje Frobenius-Institut a působí v rámci Goethovy univerzity ve Frankfurtu nad Mohanem. Rok po ukončení studií se vypravil do severozápadní Austrálie. Zde, v oblasti Kimberley, žil několik měsíců s příslušníky kmene Unambal, podnoží Tasmánců. Způsob života těchto lovců a sběračů měl odpovídat životu lidí v době kamenné. Z cesty přivezl množství zvukového a fotografického materiálu. Roku 1955, rovněž v Kimberley, studoval prehistorické jeskynní malby duchů Wandjina. Lommelova manželka Katharina byla malířka a nástěnné malby překreslovala.
V letech 1937–1940 zastával na mnichovském institutu, kde studoval, místo Frobeniova asistenta. Od roku 1957 řídil mnichovské Staatliches Museum für Völkerkunde, dnes Museum fünf Kontinente. Byl vyznamenaný Bavorským záslužným řádem.
Po vzoru svého učitele Frobenia zastával Lommel v etnologii difuzionistické stanovisko. Podle něj se kulturní projevy obyčejně šířily z jednoho určitého centra.

## Výběrová bibliografie
- Afrikanische Kunst: Katalog zur Ausstellung des Staatlichen Museums für Völkerkunde, München, Staatliches Museums für Völkerkunde, München 1976
- Buddhistische Kunst: Katalog zur Ausstellung der Staatlichen Museums für Völkerkunde, Staatliches Museums für Völkerkunde, München 1968
- Ceylonesische Krankheitsmasken, München 1964
- Indianer vom Amazonas: Kunst und Handwerk der Indianer des tropischen Südamerika; Gegenstände aus Amazonien, Guayana, Ostbrasilien und dem Gran Chaco, Staatliches Museum für Völkerkunde, München 1960
- Afrika, Amerika, Asien, Australien, Ozeanien; Tradition und Kulturwandel im Ansturm der modernen Zivilisation, Jro-Verlag, München 1962
- Die Kunst des alten Australien, Prestel, München 1989 (s Katharinou Lommel), ISBN 3-7913-0898-X
- Kunst des Buddhismus : aus der Sammlung des Staatlichen Museums für Völkerkunde in München, Atlantis Verlag, Zürich 1974, ISBN 3-7611-0442-1
- Die Unambal: ein Stamm in Nordwest-Australien, Museum für Völkerkunde, Hamburg 1952
- Die Welt der frühen Jäger: Medizinmänner, Schamanen, Künstler, Callwey, München 1965
- Česky vyšla kniha Pravěk a umění přírodních národů, Artia, Praha 1972; jedná se o překlad práce Prehistoric and primitive man, Paul Hamlyn, London 1966